# Viêm đại tràng
Viêm đại tràng là tình trạng viêm của đại tràng. Viêm đại tràng có thể cấp tính và tự giới hạn hoặc mãn tính. Nó thường gặp cùng với các loại bệnh tiêu hóa.
Trong bối cảnh y tế, nhãn viêm đại tràng (không đủ tiêu chuẩn) được sử dụng nếu:
- Nguyên nhân gây viêm ở đại tràng chưa được xác định; ví dụ, viêm đại tràng có thể được áp dụng cho bệnh Crohn tại một thời điểm khi chẩn đoán chưa được biết rõ, hoặc
- Bối cảnh rõ ràng; ví dụ, một người bị viêm loét đại tràng đang nói về bệnh của họ với một bác sĩ biết rõ chẩn đoán.

## Các dấu hiệu và triệu chứng
Các dấu hiệu và triệu chứng của đại tràng khá rõ vàphụ thuộc vào nguyên nhân của viêm đại tràng và các yếu tố làm thay đổi quá trình và mức độ nghiêm trọng của nó.
Các triệu chứng của viêm đại tràng có thể bao gồm:đau bụng và đau nhẹ đến nặng (tùy thuộc vào giai đoạn của bệnh) tiêu chảy ra máu định kỳ có / không có mủ trong phân, đại tiện mất chủ động, đầy hơi, mệt mỏi, chán ăn và giảm cân không rõ nguyên nhân.
Các triệu chứng nghiêm trọng hơn có thể bao gồm: khó thở, nhịp tim nhanh và sốt.
Các triệu chứng không đặc hiệu hoặc hiếm gặp khác có thể kèm theo viêm đại tràng bao gồm: viêm khớp, loét miệng, đau đớn, đỏ và da sưng lên và bị kích thích, mắt đỏ.
Các dấu hiệu thấy trên nội soi đại tràng bao gồm: ban đỏ niêm mạc đại tràng (đỏ bề mặt bên trong của đại tràng) loét, và chảy máu.